# The Psychedelic Sounds of the 13th Floor Elevators
Az 1966-os The Psychedelic Sounds of the 13th Floor Elevators a 13th Floor Elevators nagylemeze. Az albumon hallható az együttes egyetlen slágere, a You're Gonna Miss Me (a Billboard listáján az 55. helyig jutott). Egyike az első albumoknak, melynek címében szerepet a "pszichedelikus" szó. Szerepel az 1001 lemez, amit hallanod kell, mielőtt meghalsz című könyvben.

## Az album dalai
|     | Cím                                   | Szerző(k)                     | Hossz |
| --- | ------------------------------------- | ----------------------------- | ----- |
| 1.  | You Don't Know (How Young You Are)    | Powell St. John               | 2:31  |
| 2.  | Through the Rhythm                    | T. Hall, Sutherland           | 5:08  |
| 3.  | Monkey Island                         | Powell St. John               | 3:57  |
| 4.  | Roller Coaster                        | T. Hall, Erickson             | 2:51  |
| 5.  | Fire Engine                           | T. Hall, Sutherland, Erickson | 3:03  |
| 6.  | Reverberation                         | T. Hall, Sutherland, Erickson | 3:23  |
| 7.  | Tried to Hide                         | T. Hall, Sutherland           | 3:10  |
| 8.  | You're Gonna Miss Me                  | Erickson                      | 2:59  |
| 9.  | I've Seen Your Face Before (Splash 1) | C. Hall, Erickson             | 3:11  |
| 10. | Don't Fall Down                       | T. Hall, Erickson             | 2:40  |
| 11. | The Kingdom Of Heaven (Is Within You) | Powell St. John               | 2:50  |

## Közreműködők
- Roky Erikson – ének, ritmusgitár
- Stacy Sutherland – szólógitár
- Tommy Hall – kancsó
- Benny Thurman – basszusgitár, hegedű
- John Ike Walton – dob, ütőhangszerek